# 비금중학교
비금중학교(飛禽中學校)는 대한민국 전라남도 신안군 비금면 덕산리에 있는 공립 중학교이다.

## 학교 연혁
- 1965년 5월 9일 : 비금중학교 개교
- 1966년 3월 1일 : 비금중학교 초대 양회종 교장 부임
- 1999년 9월 1일 : 비금중ㆍ고등학교 통합
- 2014년 3월 1일 : 비금중ㆍ고등학교 통합, 비금고등학교 폐교
- 2017년 3월 1일 : 비금중·도초중 통폐합
- 2024년 1월 10일 : 제56회 35명 졸업(총 졸업생 수 7,464명)
- 2024년 3월 4일 : 30명 입학(남 15명, 여 15명)
- 2024년 9월 1일 : 제27대 박찬수 교장 부임

## 참고 자료
- 비금중학교 - 한국교육학술정보원 학교알리미